# Szczawne (wieś)

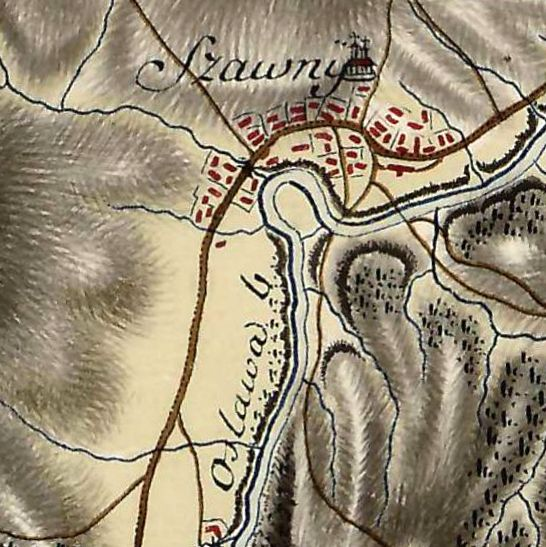
Szczawne na mapie z 1787

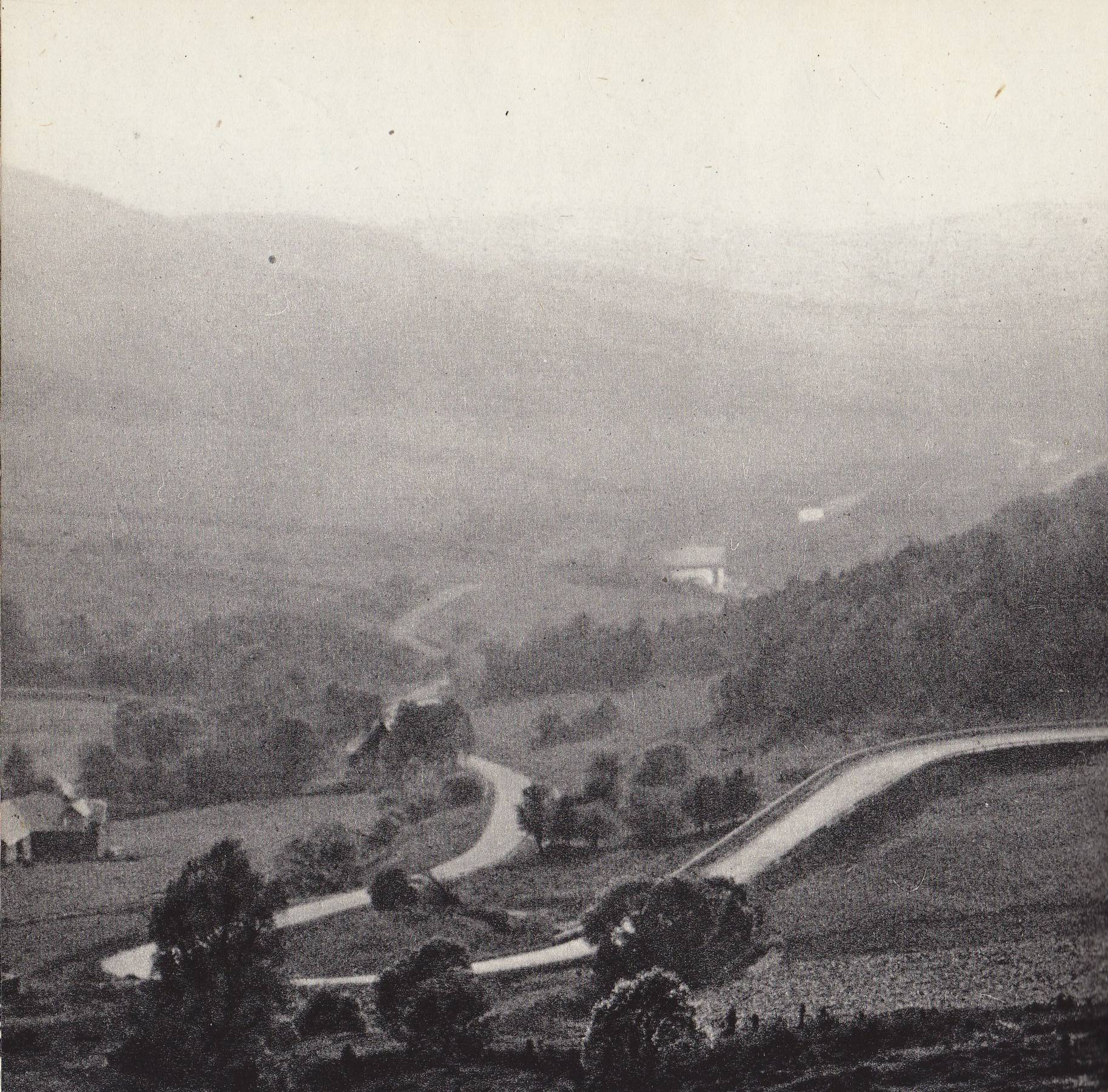
Serpentyny koło Szczawnego

Szczawne – wieś w Polsce położona w województwie podkarpackim, w powiecie sanockim, w gminie Komańcza. Leży nad rzeką Osławą. Wieś lokowana w I poł. XV wieku, na prawie wołoskim, na wschodnim skraju pasma Bukowicy.
| SIMC    | Nazwa        | Rodzaj    |
| ------- | ------------ | --------- |
| 0354488 | Koło Hryszka | część wsi |
| 0354494 | Wygnanka     | część wsi |

Wieś znajduje się na skrzyżowaniu dróg 889 z Sieniawy, przez Bukowsko z drogą 892 prowadzącą do przejścia granicznego przez Radoszyce na Słowację. Przez wieś przechodzi także linia kolejowa nr 107 z Nowego Zagórza do Łupkowa z przystankiem Szczawne Kulaszne.

## Historia
Za czasów starożytnych przebiegał tędy szlak handlowy, o czym świadczą znalezione w Szczawnem monety z epoki cesarzy Trajana i Hadriana (100-138 n.e.).
Wieś lokowana na prawie wołoskim w 1437. Szczawne było siedzibą wołoskiego krajnika, czyli zwierzchnika wszystkich osad wołoskich znajdujących się na terenie starostwa sanockiego, tworzyły one tzw. krainę.  Wieś królewska położona na przełomie XVI i XVII wieku w ziemi sanockiej województwa ruskiego, w drugiej połowie XVII wieku należała do starostwa krośnieńskiego. Miejscowość znacznie zniszczona w czasie napaści wojsk Rakoczego w 1657.
Do rozbiorów Polski, czyli do 1772 województwo ruskie, ziemia sanocka. Od 1772 należał do cyrkułu leskiego, a następnie sanockiego w Galicji nazwie narzuconej przez zaborców. Do I wojny w 1914 starostwo powiatowe w Sanoku, powiat sądowy w m. Bukowsko.
W 1898 wieś liczyła 772 mieszkańców oraz 120 domów, pow. wsi wynosiła 9,78 km². We wsi funkcjonowała również szkoła, telefon, telegraf oraz linia kolejowa.
Siedziba parafii greckokatolickiej dekanatu sanockiego do ok. 1870, do której należały wsie: Kulaszne, Mokre, Wysoczany, Wysoczany i Kożuszne. Od listopada 1918 do stycznia 1919 Republika Komańczańska. Stacja kolejowa w Szczawnem była jednym z ważniejszych miejsc podczas walk polsko-ukraińskich w listopadzie 1918. Od października 1939 do 1945 siedziba zarządu Gminy Szczawne w powiecie sanockim województwa lwowskiego.
W latach 1944–1946 nacjonaliści ukraińscy z OUN-UPA zamordowali tutaj 15 Polaków, w tym naczelnika stacji kolejowej i kilku kolejarzy, oraz 14 Ukraińców "za zdradę sprawy ukraińskiej". Spalili też 136 gospodarstw.
Po 1944 miejscowa ludność rusińsko-ukraińska została przesiedlona na Ukrainę oraz tzw. Ziemie Odzyskane. Parafia łacińska w Bukowsku do roku 1947, obecnie w Komańczy.
Do 1954 istniała gmina Szczawne. W latach 1975–1998 miejscowość administracyjnie należała do województwa krośnieńskiego.
Ze Szczawnego pochodzili:
- Michał Groblewski, uczestnik powstania styczniowego z 1863, właściciel majątku Szczawne na przełomie XIX/XX wieku[9][10][11], w 1905 posiadał we wsi obszar 572,5 ha[12], w 1911 posiadał 279 ha[13], w dworze Groblewski organizował również pomoc materialną dla powstania.
- Józef Władyka (1901-1940), urzędnik, uczestnik wojny polsko-ukraińskiej 1919 i wojny polsko-bolszewickiej 1920, porucznik rezerwy piechoty Wojska Polskiego, ofiara zbrodni katyńskiej.

## Związki i organizacje wyznaniowe

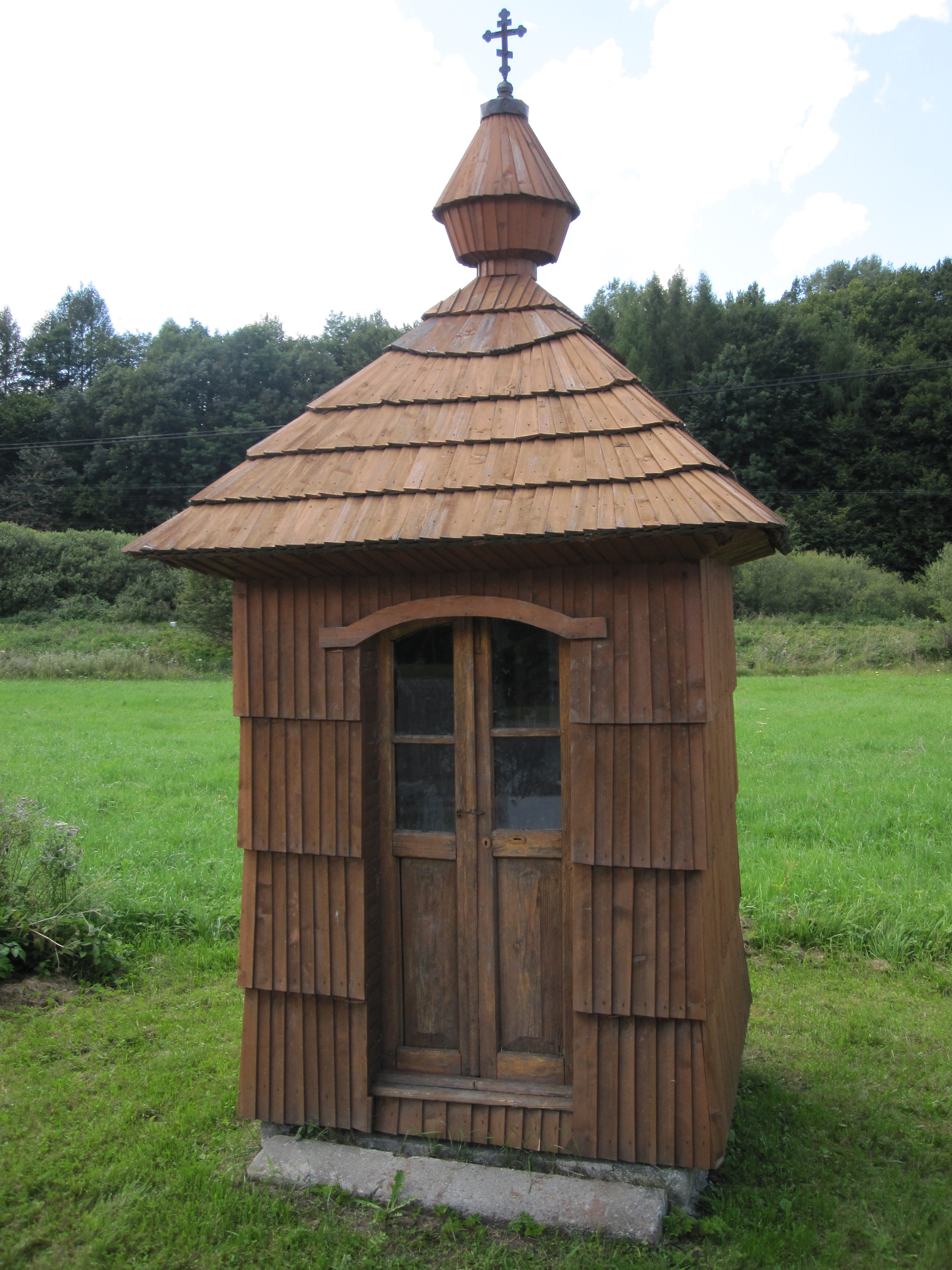
Prawosławna kapliczka Matki Bożej

Polski Autokefaliczny Kościół Prawosławny
- Cerkiew Zaśnięcia Matki Bożej – świątynia miejscowej parafii[14].

## Turystyka
Wieś leży na szlaku architektury drewnianej województwa podkarpackiego.

## Mieszkańcy
Nazwiska mieszkańców XIX wiek: Adamek, Aleksa, Anuszkiewicz, Babiak, Baran, Brandt, Ceban, Chałupa, Chomczak, Chwostiak, Czaban, Czerniański, Dewczur, Dziama, Dzydzyk, Grumet, Guza, Hałuszczak, Harbist, Harchaj, Harwiek, Horun, Hrecko, Hryszko, Januk, Jaszyn, Jasin, Kicak, Kirek, Koral, Kołyk, Kowal, Krawczyszyn, Krupa, Maksimek, Melnik, Michalisko, Michalski, Midjak, Motko, Nestor, Oleksa, Onciszkanycz, Onyszkanycz, Onuszkowicz, Paliński, Papza, Paraszczak, Pengryn, Pepiak, Perun, Pituch, Siedlarski, Sawka, Solan, Słapaj, Stec, Tymczyszyn, Uhryn, Wach, Weis, Wernejowski.

## Zabytki
- Dawna cerkiew greckokatolicka pod wezwaniem Zaśnięcia Matki Boskiej (ob. cerkiew prawosławna) wzniesiona w latach 1888-1889. Równocześnie z cerkwią wzniesiona została drewniana dzwonnica. W 1925 we wnętrzu świątyni wykonano polichromię. Do 1947 posiadała kościół filialny w Kulasznem. W 1968 dokonano naprawy dachu cerkwi, a w 1973 remontowano dzwonnicę.